# Indoleon longicorpus
Indoleon longicorpus är en insektsart som först beskrevs av C.-k. Yang 1986.  Indoleon longicorpus ingår i släktet Indoleon och familjen myrlejonsländor. Inga underarter finns listade i Catalogue of Life.